# Xanthoparmelia norhypopsila
Xanthoparmelia norhypopsila är en lavart som beskrevs av Hale. Xanthoparmelia norhypopsila ingår i släktet Xanthoparmelia och familjen Parmeliaceae.   Inga underarter finns listade i Catalogue of Life.